# Abolizionismo
L'abolizionismo è un movimento politico per l'abolizione del commercio degli schiavi e la soppressione della schiavitù. Nasce e si sviluppa in Europa e in America tra la fine del XVIII e il XIX secolo, come movimento e istanza morale, basato su considerazioni umanitarie - già in uso presso gli antichi Ebrei, i quali usavano riscattarsi reciprocamente per conservare lo status di esseri umani e la propria libertà - considerazioni emerse alquanto successivamente anche presso i "gentili" nella cultura illuministica o cristiana.
Benché la tratta e la schiavitù fossero diffuse anche nel Mondo arabo e in altre parti dell'Africa e dell'Asia, solo in Occidente emersero istanze sufficientemente incisive da portare alla loro abolizione. «Furono poi gli sviluppi e gli effetti della rivoluzione industriale sul mercato capitalistico mondiale a fare della schiavitù un istituto superato e controproducente. L'economia internazionale non aveva più bisogno di masse di schiavi impegnate nelle piantagioni, ma di lavoratori salariati che producessero ricchezza e consumassero merci, di nuovi mercati per lo smercio della produzione industriale e l'investimento di capitali.». «La schiavitù era ormai antieconomica, una pietra di inciampo: doveva venire abolita»
Gli abolizionisti concentrarono i propri sforzi dapprima sull'abolizione della tratta degli schiavi africani verso le Americhe, quindi sull'abolizione della schiavitù nelle colonie o ex colonie europee e infine sul contrasto alla tratta araba e alla schiavitù in Africa e in Asia.
Il termine viene genericamente usato anche in riferimento a quelle correnti di pensiero o movimenti politici e sociali che si battono per l'abolizione di leggi, costumi o consuetudini ritenute non più adeguate ai tempi e ingiuste. In particolare si parla di abolizionismo anche nel caso del movimento che negli anni trenta negli Stati Uniti sosteneva la necessità di porre fine a quelle leggi che proibivano l'uso di bevande alcoliche (proibizionismo).

## L'abolizionismo teorico

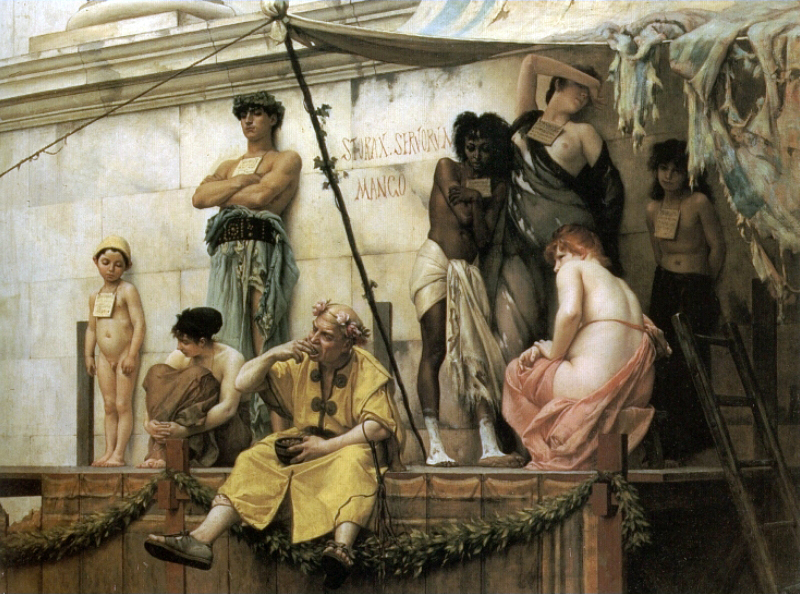
Il mercato degli schiavi (Gustave Boulanger).

Nel mondo antico, che definiva giuridicamente lo schiavo come un "istrumentum vocale", un utensile provvisto di voce, la volontà di trattare umanamente gli schiavi o addirittura di abolire la schiavitù era presente in filosofi come Seneca, che riteneva che la schiavitù fosse un'istituzione priva di ogni base giuridica, naturale e razionale. Per questo, diceva, gli schiavi vanno trattati come tutti gli altri esseri umani («servi sunt, immo homines» sono servi anzi uomini) e così per le differenze sociali: "Che significa cavaliere, liberto, schiavo. Sono parole nate dall'ingiustizia." (Epistole, 31). Ma in fondo, aggiungeva, la vera schiavitù è quella che assoggetta gli uomini alle passioni e ai vizi. Tutti noi siamo schiavi spiritualmente e solo la filosofia può liberarci. Quindi vi è nel mondo un'ingiustizia di fondo verso cui è inutile ribellarsi.

Una spiegazione cristiana dell'origine della schiavitù si trova invece ad esempio in sant'Agostino, che attribuisce l'origine della schiavitù alle conseguenze del Peccato originale, asserendo anche che «è evidentemente giusto che coloro i quali sono superiori quanto alla ragione siano superiori anche quanto al comando». Scriveva l'abate Smaragdo di Saint-Mihiel sotto Ludovico il Pio «Non è la natura che ha fatto gli schiavi è la colpa» e allo stesso modo nel VI secolo Isidoro di Siviglia: «La schiavitù è un castigo inflitto all'umanità dal peccato del primo uomo», e
La chiesa stessa quindi, diventata un'istituzione, possedeva un gran numero di schiavi e se qualcuno, in aderenza alla parola evangelica, voleva mettere in pratica il principio cristiano dell'eguaglianza in Cristo di tutti gli uomini, questi andava severamente condannato. Nel sinodo di Gangra (324?) si affermava: «Se qualcuno sotto il pretesto della pietà, spinge lo schiavo a disprezzare il suo padrone, a sottrarsi alla schiavitù, a non servire con buona volontà e rispetto, che egli sia scomunicato» Un problema particolare si poneva poi alla Chiesa riguardo alla possibilità degli schiavi di essere consacrati al sacerdozio: cosa da tutti ritenuta impossibile poiché un uomo come lo schiavo sottoposto secondo la legge al potere assoluto di un padrone non avrebbe avuto l'indipendenza e la libertà necessaria a chi dispensava i sacramenti. Nel Concilio di Aegde del 506 venne trattato il tema della limitazione della schiavitù. San Patrizio condannò la schiavitù.

## La morale cristiana e l'abolizionismo
Secondo fonti vicine alla chiesa cattolica, la chiesa, introducendo validità religiosa ai matrimoni contratti dagli schiavi e promuovendo la pia pratica dell'affrancamento, non un dovere ma un atto raccomandabile, avrebbe contribuito concretamente all'abolizione della schiavitù, che ad opera dei re cristiani sparì quasi del tutto in Europa alla fine del X secolo pur sopravvivendo però quella forma di transizione dalla condizione di schiavo a quella di libero rappresentata dalla servitù della gleba che permase in Europa sino al XIX secolo quando fu abolita con l'emancipazione decisa in Russia nel 1861 dallo zar Alessandro II. La Chiesa con papa Gregorio XVI aveva già nel 1839 proclamato l'abolizione dello schiavismo.
Altre interpretazioni storiche attribuiscono invece la graduale scomparsa della schiavitù come pratica diffusa in Europa piuttosto a motivazioni economiche. A seguito di cambiamenti tecnologici e una diversa strutturazione della produzione agricola, si sarebbe quindi avuto il passaggio dal sistema delle ville o manieri, con un grande edificio al centro di un latifondo coltivato da schiavi, a un sistema invece basato su contadini indipendenti e distribuiti sul territorio, riuniti in villaggi.

### L'abolizionismo per l'Impero e la Chiesa nel Cinquecento
Si tornò in Europa a discutere di abolizione della schiavitù con la scoperta del Nuovo Mondo che entrò a far parte dell'Impero spagnolo. Carlo V nel decreto del 1526, su parere del Consiglio Reale delle Indie istituito per la protezione degli Indios, proibiva la schiavitù in tutto l'Impero. Il 2 giugno del 1537, papa Paolo III in una sua lettera Veritas ipsa indirizzata al cardinale Jean de Tavera, arcivescovo di Toledo, dichiarava che gli Amerindi sono esseri umani che hanno diritto alla libertà e alla proprietà condannando decisamente la pratica della schiavitù: argomenti questi ribaditi ufficialmente, quasi con le stesse parole, con la bolla pontificia Sublimis Deus pubblicata pochi giorni dopo.
La scoperta del Nuovo Mondo aveva infatti posto nuovi problemi teologici alla Chiesa. «Già la stessa esistenza della popolazione americana su terre così lontane da ogni altro continente conosciuto faceva sorgere la questione di spiegarne l'origine e il passaggio sul Nuovo Mondo in maniera conforme al racconto della Genesi...» e d'altra parte veniva a mancare « [...] quella che era stata una convinzione unanime dei teologi medioevali, che cioè non esistesse alcun paese al mondo in cui il Vangelo non fosse stato predicato».
Si trattava di stabilire «quali possibilità di salvezza avesse l'uomo virtuoso rimasto nell'ignoranza della religione». La Chiesa rispose in maniera straordinariamente moderna sostenendo che anche i popoli rimasti fuori della Chiesa potevano partecipare della salvezza grazie all'assistenza diretta dell'Onnipotente. Il che voleva dire affermare la fondamentale uguaglianza di tutti gli uomini e di tutte le nazioni così come avrebbe sostenuto dapprima il religioso Pedro de Córdoba con il padre missionario Antonio de Montesinos, nel 1511, e poi il frate Bartolomé de Las Casas che, difendendo l'indigeno americano, difendeva l'uomo in quanto tale.

### Il dibattito sull'abolizionismo

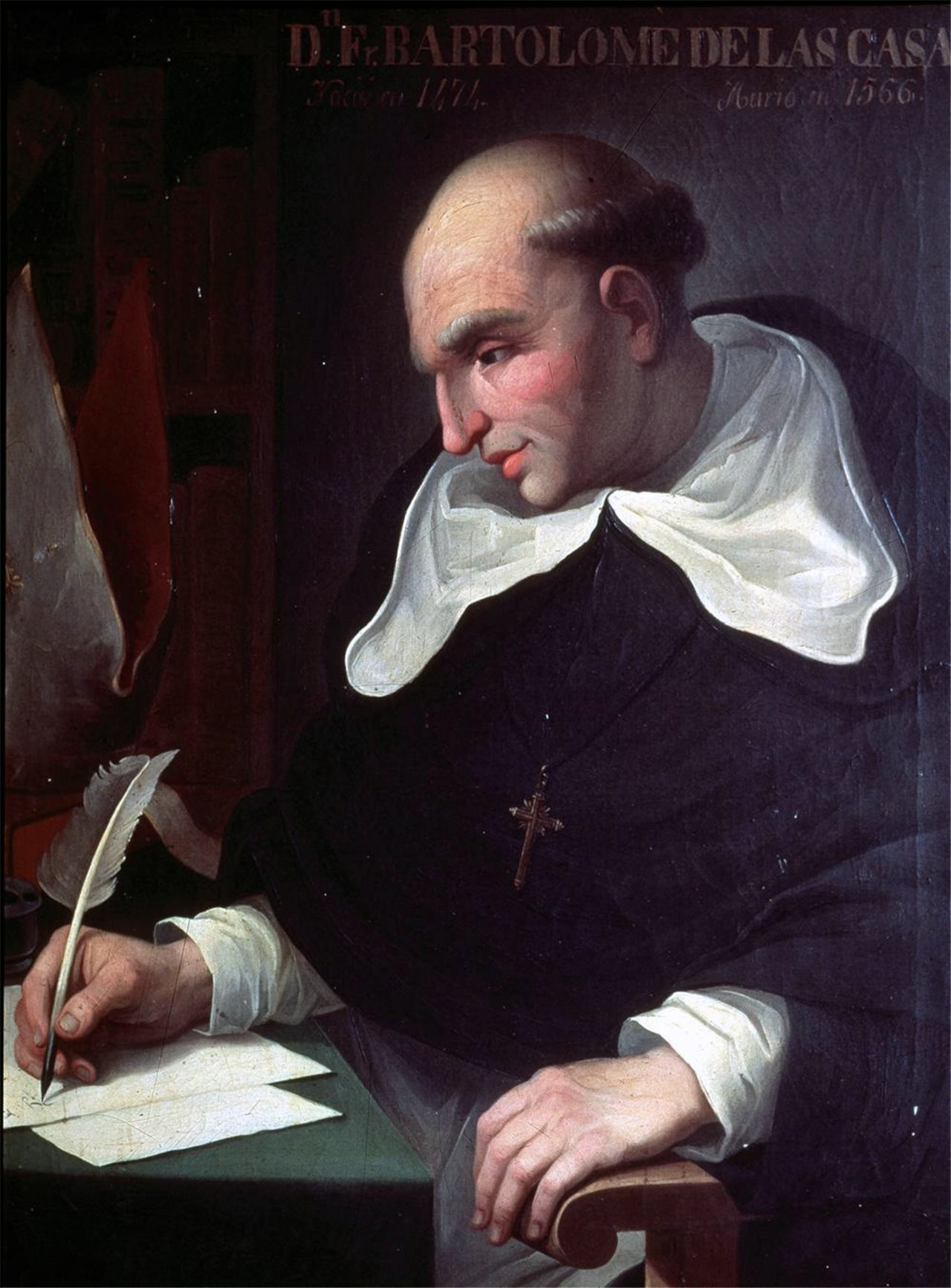
Dipinto rappresentante il domenicano Bartolomé de Las Casas.

Nonostante le leggi protettive delle popolazioni d'America, continuò lo sfruttamento degli Indios al punto che fin dal 1516 il frate Las Casas, per evitarne l'estinzione totale, si era fatto promotore del trasferimento in America dei neri dell'Africa e ciò veniva auspicato anche per motivazioni economiche, in quanto i neri apparivano assai più idonei a resistere alle fatiche. Era chiaro anche che con i massacri degli Indios: «Vostra Maestà e la sua reale corona perdono grandi tesori e ricchezze che in tutta giustizia potrebbero ottenere, tanto dai vassalli indiani, quanto dalla popolazione spagnola, che se lasciasse vivere gli indiani, diverrebbe grande e potente, il che non sarà possibile se gli indiani muoiono».
Si stabilì così che ad ogni colono spagnolo fosse concesso il diritto di importare dodici neri africani con l'obbligo di liberare e rimandare i suoi indiani ai loro villaggi e a quello che rimaneva delle loro terre. «Di questo consiglio il prete Las Casas si pentì grandemente, poiché poté vedere e constatare che la cattività dei Neri è altrettanto ingiusta che quella degli Indiani [...] che l'ignoranza in cui si trovava e la sua buona volontà lo facciano perdonare dal giudizio divino...» (Istoria o Brevissima Relazione della Distruttione dell'Indie Occidentali di Mons. Reverendissimo Don Bartolomeo Dalle Case, Sivigliano dell'ordine dei Predicatori, trad. di G. Castellani, Venezia, 1643)
La Brevissima relazione sulla distruzione delle Indie occidentali che il Las Casas inviò al re di Spagna nel 1542 denunciando il genocidio degli Indios causò l'accesa reazione dei coloni che, accusandolo di aver tradito la sua razza e la sua religione, lo costrinsero a lasciare la diocesi del Chiapas e a ritornare in Spagna.

### Le tesi di Juan Ginés de Sepúlveda

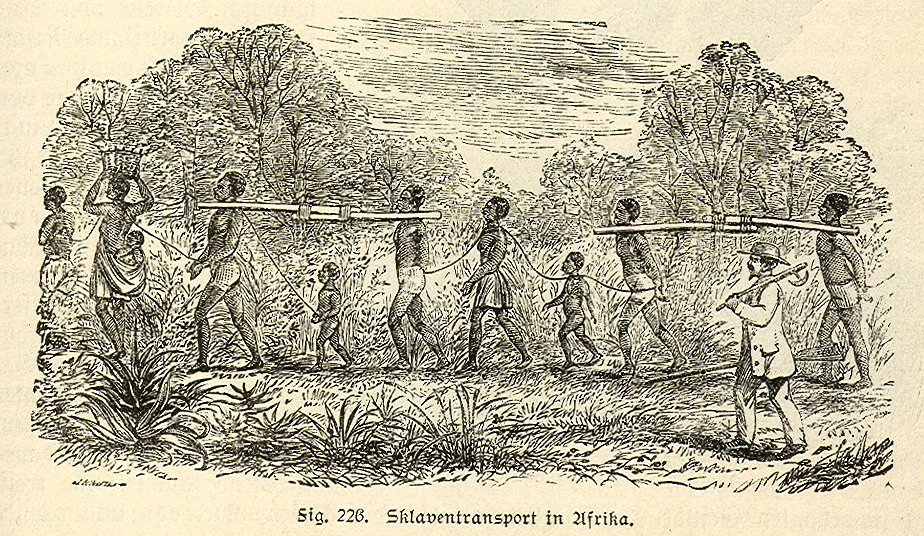
Trasporto di schiavi in Africa.

Di fronte alla relazione di Bartolomeo De Las Casas, la Spagna fu scossa da un vasto dibattito tra i sostenitori della schiavitù e gli "abolizionisti". A sostegno dei primi un alto funzionario, il cronachista imperiale Juan Ginés de Sepúlveda scrisse nel 1547 un Trattato sopra le giuste cause della guerra contro gli indi.
Secondo Sepùlveda, rifacendosi anche all'autorità di Aristotele, gli Indios non sono uomini ma omuncoli, servi per natura. La loro essenza umana è tale da destinarli inesorabilmente a divenire schiavi. Essi nascono come servi in potenza che diverranno prima o poi schiavi in atto e che proprio « [...] per la loro condizione naturale, sono tenuti all'obbedienza, in quanto il perfetto deve dominare sull'imperfetto». Le prove di questa loro inferiorità naturale risiedono nel fatto che essi sono privi di cultura e di leggi scritte, che per loro ignavia si sono lasciati conquistare da un così piccolo numero di spagnoli e che infine anche quelli ritenuti i più civili tra loro, gli Aztechi, eleggono i loro re invece di più civilmente designarli per successione ereditaria.
«Le idee esposte da Sepùlveda» scrisse Laurette Séjourné, archeologa ed etnologa francese «furono biasimate dalle autorità stesse che avevano sollecitato l'aiuto del casista e il manoscritto fu successivamente rifiutato dal Consiglio delle Indie e dal Consiglio Reale, dopo che le venerabili Università di Salamanca e di Alcalá ebbero dichiarato l'opera indesiderabile «per la sua dottrina malsana» (in Antiguas culturas precolombinas, México, Siglo XXI de España editores, 1976.).
Ma data la buona volontà del governo spagnolo per un umano trattamento degli Indios, che cosa nella pratica lo impediva? Innanzitutto era lo stesso sistema dell'encomienda, cioè dell'assegnazione ai coloni spagnoli non solo della piena disponibilità della terra ma anche degli indios che vi risiedevano con l'obbligo teorico dell'assistenza e della conversione al Cristianesimo. Inoltre, data l'impossibilità di applicare il sistema feudale alle popolazioni americane, l'ipotetico diritto dell'indio, vittima di angherie e crudeltà, di chiedere giustizia a un'autorità superiore a quella del colono suo padrone, era possibile solo con un appello diretto al lontanissimo imperatore in Spagna, al Consiglio reale e supremo delle Indie, corte suprema di giustizia per tutte le cause civili e penali dei regni americani.

## Le tappe dell'abolizione nel mondo
Non a caso l'abolizionismo, come movimento politico comincia a tradursi in concreti atti di legge a cominciare dal 1700 contemporaneamente alla diffusione delle idee illuministiche di libertà e uguaglianza di tutti gli uomini.

### Francia

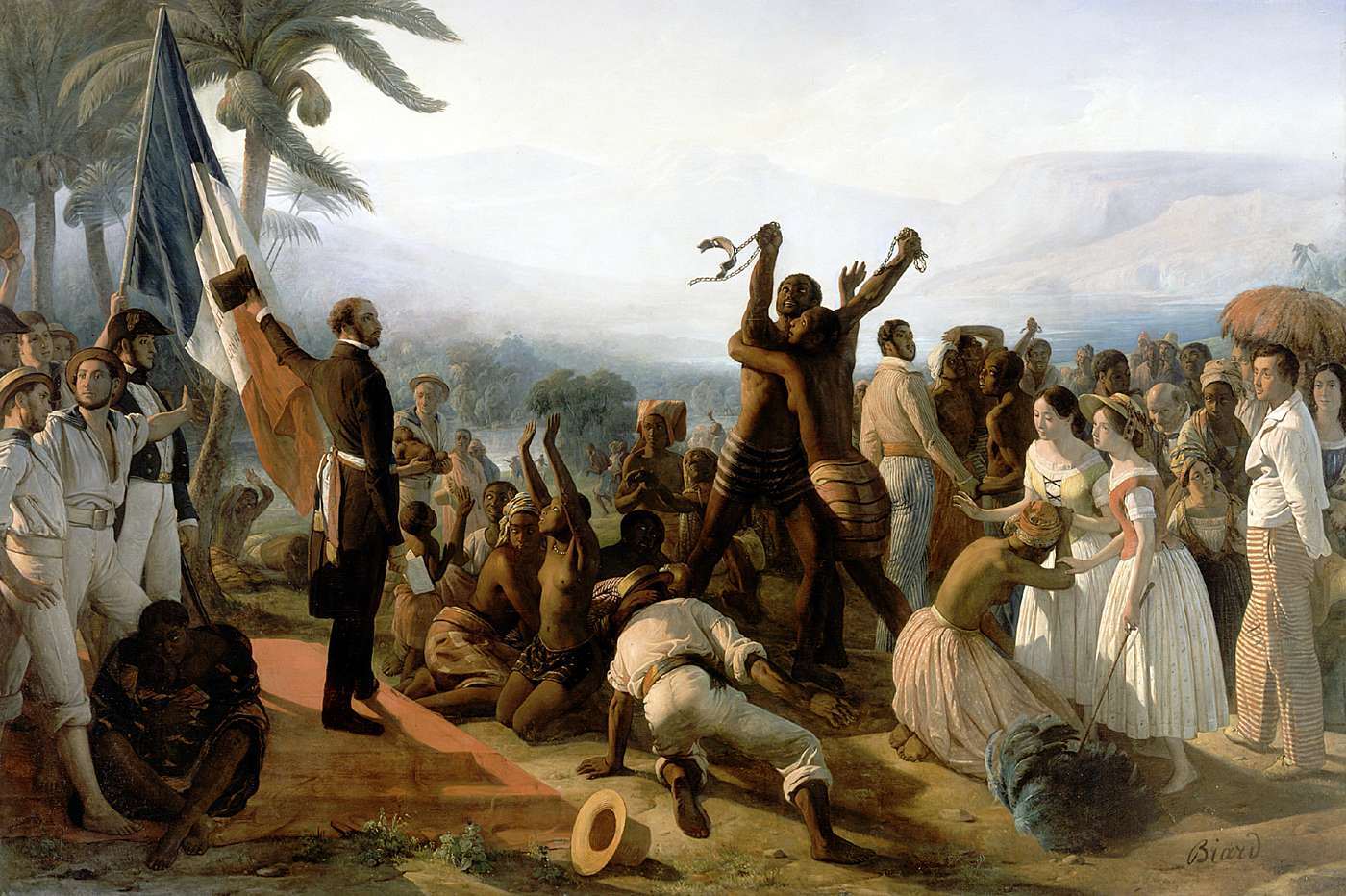
La proclamazione dell'abolizione della schiavitù nelle colonie francesi il 27 aprile 1848, dipinto del 1848-1849

In Francia, la voce "Tratta dei negri" dell'Encyclopédie redatto da Louis de Jaucourt nel 1776 condanna la schiavitù e il commercio degli schiavi che «viola la religione, la morale, le leggi naturali, e tutti i diritti naturali dell'uomo». Jacques Pierre Brissot fonda la Società degli amici dei Neri nel 1788; ma, malgrado gli sforzi dei suoi importanti membri, l'abate Henri Grégoire, Condorcet, non riesce ad ottenere l'abolizione dello schiavismo dall'Assemblea costituente. Solo il 4 febbraio del 1794 la Convenzione nazionale abolisce la schiavitù convalidando ed estendendo la decisione unilaterale del commissario civile di Santo Domingo, presa con il decreto d'abolizione della schiavitù del 29 agosto 1793.

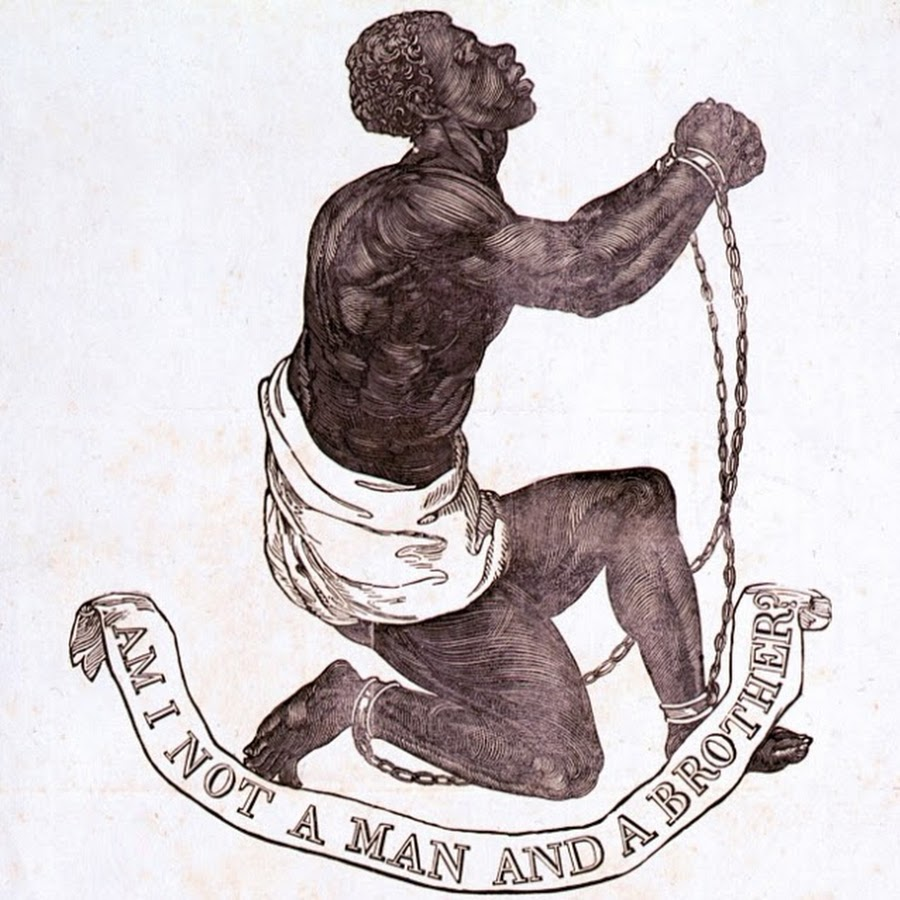
Medaglione ufficiale della Società Britannica contro lo Schiavismo

In questo modo la Convenzione si proponeva di conseguire due risultati: sedare la rivolta degli schiavi in Santo Domingo e contrastare le minacce che venivano dai sostenitori della monarchia e una possibile invasione inglese. E in realtà il decreto abolizionista non fu applicato in tutte le colonie francesi. Sarà Napoleone Bonaparte a ristabilire con la legge del 30 floreale dell'anno decimo (20 maggio 1802) lo schiavismo nei territori d'oltremare. L'imperatore cedeva alle richieste della famiglia di sua moglie Giuseppina di Beauharnais, che discendeva dai primi coloni di Santo Domingo e alle insistenze dei coloni bianchi che sostenevano di non poter più assicurare la loro sopravvivenza e quella delle loro piantagioni se non utilizzando una manodopera servile. Sempre in età napoleonica furono proibiti i matrimoni misti.
La necessità di dare ai francesi una costituzione di tipo liberale e un clima di pacificazione spinse Napoleone, dopo il ritorno in Francia dall'isola d'Elba, a decretare l'abolizione immediata della schiavitù che nel 1802 aveva causato una vera guerra d'indipendenza a Santo Domingo con protagonista il celebre Toussaint Louverture. Il decreto abolizionistico napoleonico sarà confermato dal Congresso di Vienna con il Trattato di Parigi del 20 novembre 1815 ma in realtà non fu mai applicato durante l'età della Restaurazione. Tant'è che ancora nel 1834 nasceva la "Società francese per l'abolizione della schiavitù" presieduta da Victor de Broglie. Victor Schoelcher, sottosegretario per la Marina e per le colonie, durante il governo provvisorio seguito in Francia alla Rivoluzione del 1848 fece adottare il decreto del 27 aprile dello stesso anno, sull'abolizione della schiavitù nelle colonie.

### Inghilterra
Fin dal 1772 il giudice britannico Granville Sharp stabilisce il criterio che qualunque schiavo fuggito dalle colonie riesca a calcare il suolo inglese diverrà automaticamente un uomo libero. Nel 1783 i quaccheri inglesi promuovono la prima associazione per la liberazione degli schiavi (Abolition Society). Nel 1789 viene fondata la Society for Effecting the Abolition of the Slave Trade ("Società per l'abolizione della tratta"), un movimento abolizionista organizzato voluto, tra gli altri, dal deputato William Wilberforce e dall'attivista Thomas Clarkson, con il sostegno del primo ministro William Pitt. La Camera dei Comuni nel 1807 (con entrata in vigore il 1º gennaio), delibera il divieto di attracco delle navi negriere nei porti inglesi e nel 1815 sarà la marina britannica, su mandato del Congresso di Vienna a far applicare il divieto internazionale della tratta degli schiavi. Nel 1833 il Parlamento del Regno Unito decreta la liberazione degli schiavi nelle colonie.

### Paesi extraeuropei

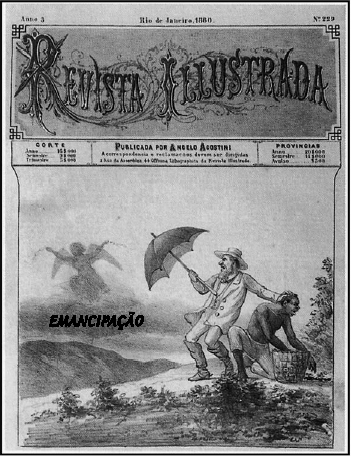
Revista Ilustrada del 1880 riguardo a una campagna abolizionista

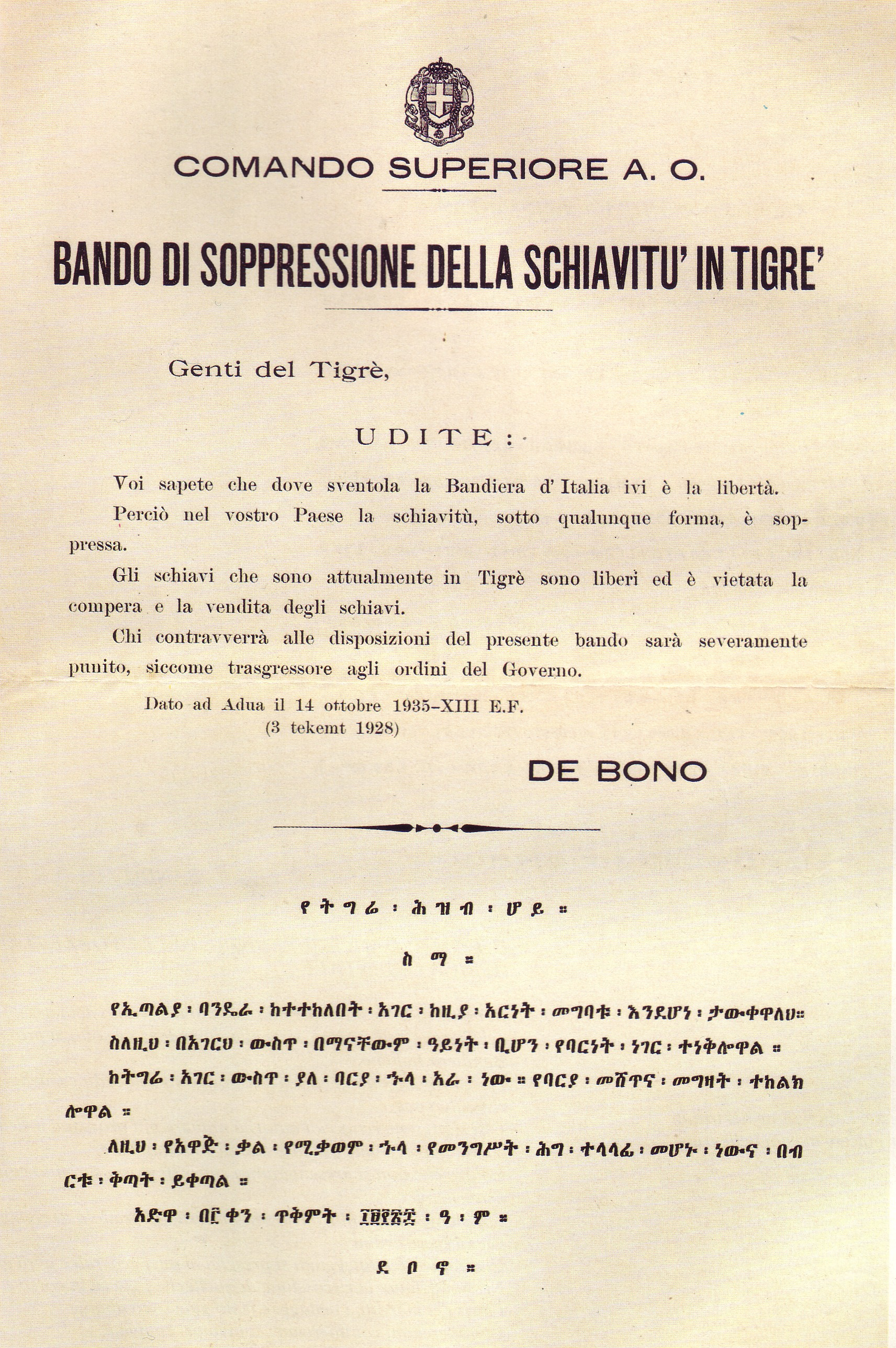
Il bando De Bono del 1935 che sopprimeva la schiavitù nel Tigrè (Etiopia)

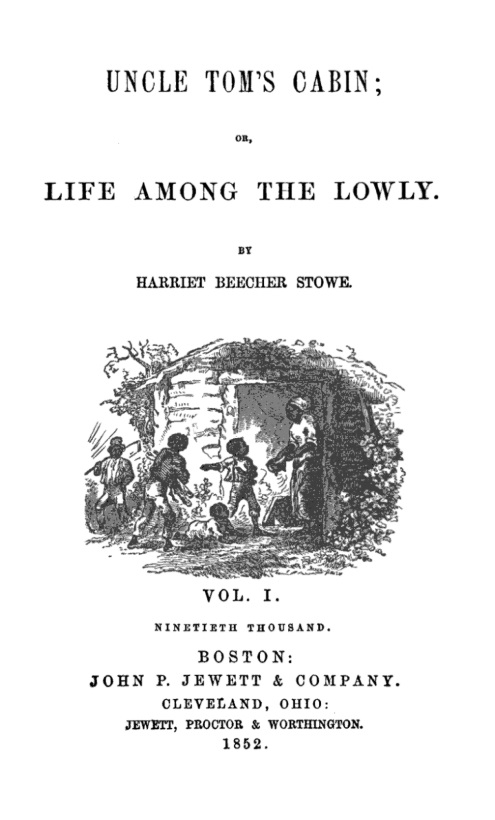
Prima edizione de La capanna dello zio Tom

- 1770: Le società quacchere della Nuova Inghilterra proibiscono ogni pratica schiavistica.
- 1774: il Rhode Island abolisce la schiavitù.
- 1777: la schiavitù è abolita nel Vermont.
- 1789 (4 marzo): la Costituzione degli Stati Uniti entra in vigore e legittima lo schiavismo in un gran numero di stati in particolar modo del Sud. Uno dei suoi articoli permette ai proprietari di schiavi di calcolare il numero dei voti a partire dall'equazione 1 nero= 3/5 di un bianco.
- 1807: Gli Stati Uniti vietano l'importazione di schiavi.[24]
- 1820: la Female Anti-slavery Society statunitense denuncia lo schiavismo come pratica immorale.
- 1822: per iniziativa di filantropi statunitensi viene fondata in Africa una colonia di schiavi liberati chiamata Liberia che nel 1847 diviene uno dei primi stati africani indipendenti.
- 1832: viene fondata la "Società antischiavista statunitense"
- 1837: viene fondata la American Female Anti-Slavery Society
- 1845: il governo federale degli Stati Uniti concede al Texas, entrato nella Confederazione di mantenere la sua legislazione schiavista: ne nasce un contrasto con gli Stati abolizionisti.
- 1847 (26 dicembre): l'Impero ottomano abolisce la schiavitù.
- 1852: viene pubblicato il romanzo di Harriet Beecher Stowe La capanna dello zio Tom che vende un milione e mezzo di copie, cifra notevolissima per l'epoca. Le tesi di un moderato abolizionismo condite da un superficiale umanitarismo hanno successo e diffondono l'abolizionismo presso l'opinione pubblica.
- 1854: il Venezuela sotto la presidenza di José Gregorio Monagas, inserisce nella Costituzione l'abolizione definitiva della schiavitù.
- 1859: in Virginia viene impiccato l'abolizionista bianco John Brown, reo di aver incitato alla rivolta gli schiavi neri delle piantagioni. Diverrà il martire dell'ideale abolizionista.
- 1865: ormai conclusa la Guerra di secessione americana il governo USA decreta la fine della schiavitù in tutta la nazione con il XIII emendamento alla Costituzione voluto da Abraham Lincoln (1809–1865), 16º Presidente degli Stati Uniti d'America. Fu il presidente che si adoperò per porre fine alla schiavitù, prima con la Proclamazione dell'Emancipazione (1863), che liberò gli schiavi negli Stati della Confederazione, e poi con la ratifica del Tredicesimo Emendamento della Costituzione statunitense. La posizione di Lincoln riguardo alla liberazione dalla schiavitù degli Afro-Americani è a tutt'oggi oggetto di controversie, nonostante la frequenza e la chiarezza con cui la sostenne sia prima della sua elezione come presidente (vedi Controversie Lincoln-Douglas del 1858) sia dopo (vedi Primo discorso inaugurale di Lincoln). Espose la sua posizione con forza e in brevi parole in una lettera a Horace Greeley del 22 agosto 1862:

Abraham Lincoln

In ogni caso, al momento in cui scrive questa lettera, Lincoln stava già andando verso l'emancipazione, cosa che avrebbe portato alla Proclamazione dell'emancipazione. È inoltre rivelatoria la sua lettera scritta un anno dopo a James Conkling il 26 agosto 1863, che includeva il seguente estratto:
- 1888: l'imperatore del Brasile Pietro II abolisce lo schiavismo.
- 1926: la Società delle Nazioni stabilisce la fine della tratta e della schiavitù per tutti i paesi aderenti.
- 1935: l'Italia abolisce la schiavitù in Abissinia.
- 1980: la Mauritania è l'ultimo paese ad avere ufficialmente abolito la schiavitù.

## Le motivazioni economiche dell'abolizionismo

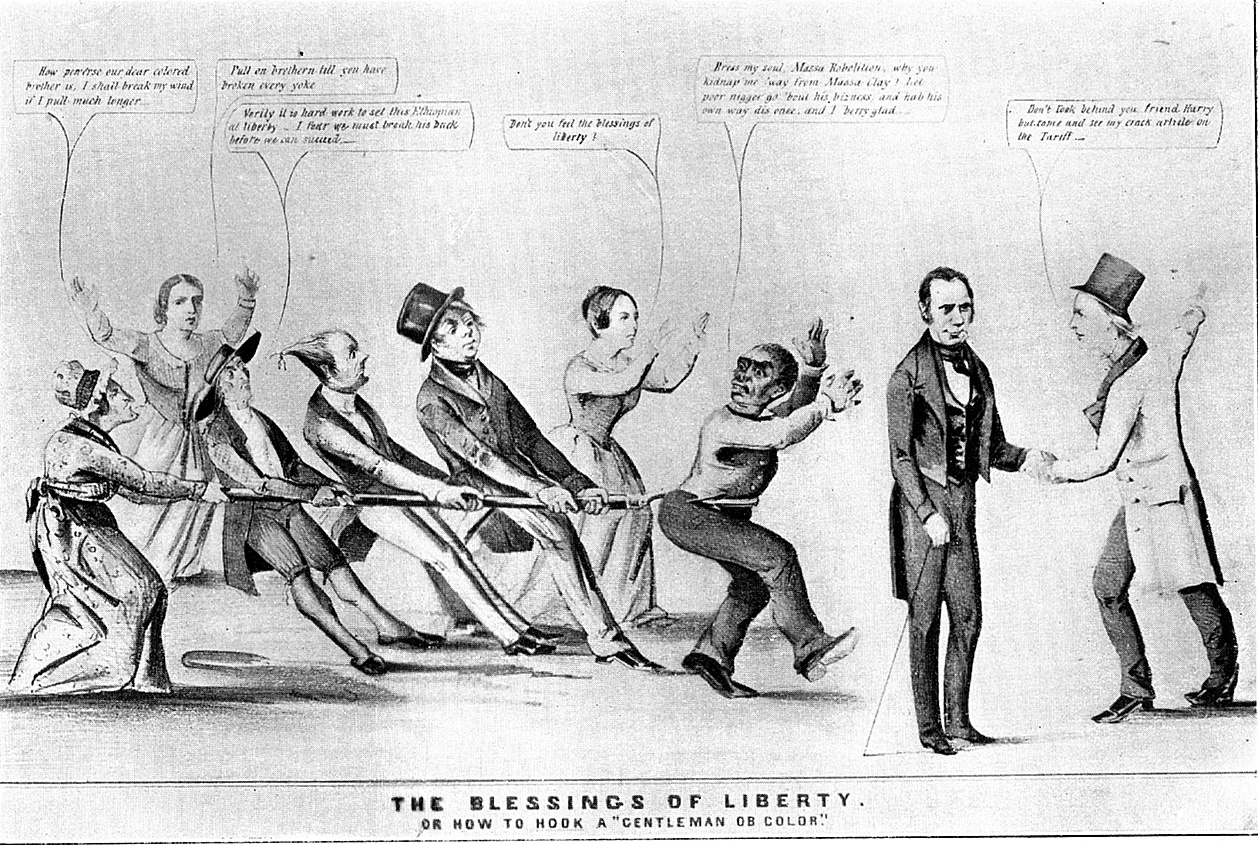
Caricatura ottocentesca dell'abolizionismo

Cause ideologiche ed economiche dell'abolizionismo possono essere ben identificate nella Guerra di secessione americana. Qui ai motivi religiosi e a quelli ideali umanitari della liberazione degli schiavi, nati in Europa in epoca illuminista e trasmigrati in America, si aggiunsero le motivazioni economiche che si svilupparono con il progresso industriale, che pretendeva che gli Stati Uniti avessero un sistema unitario della produzione. Al protezionismo degli stati industriali del nord, che si avvalevano del lavoro di operai salariati, si contrapponeva il regime liberoscambista degli stati agricoli schiavisti del Sud. Tra le cause della guerra emerse infatti la necessità per gli Stati del Nord di un'adeguata industrializzazione e modernizzazione dell'agricoltura in tutto il territorio nazionale con l'introduzione di macchine agricole e di un'agricoltura condotta con metodi industriali. In questo contesto non era tollerabile che l'agricoltura del Sud fosse incentrata soprattutto sulla monocoltura del cotone e che si utilizzasse ancora manodopera servile.
Lo schiavo era un cattivo affare, era l'illusione di un lavoro gratuito mentre richiedeva spese per il suo mantenimento in vita e per la sua sorveglianza; al contrario l'operaio salariato doveva cavarsela da solo per il suo mantenimento legato alla paga ricevuta. Numerosi economisti come Adam Smith, Sismondi avevano stimato che il costo della manodopera servile era superiore a quello della manodopera salariata: «L'esperienza di ogni tempo e luogo dimostra che il lavoro degli schiavi è in fin dei conti il più caro di tutti. Colui che non ha niente di proprio non può avere altro interesse che di mangiare il più possibile e di lavorare il meno possibile.»
La vittoria del Nord industriale e bancario non solo impose agli Stati del Sud la liberazione degli schiavi, atterrando la loro economia, ed estese a tutti gli Stati della Confederazione la propria politica protezionista, ma procedette, facendo le prime prove di una politica imperialistica interna, alla conquista dei mercati meridionali con un regime di tipo coloniale. Gli sconfitti rivolsero il loro risentimento sugli afroamericani che, pur legalmente affrancati, subirono una rigorosa segregazione e un terrorismo razzistico ad opera, per esempio, del Ku Klux Klan.

## Schiavitù e abolizionismo nei film
- Queimada di Gillo Pontecorvo (1969) su le motivazioni economiche e politiche dell'abolizionismo.
- Mission di Roland Joffé (1986) sulle missioni in Sudamerica (reducciones) dei Gesuiti protettori degli Indios dai coloni schiavisti.
- Amistad di Steven Spielberg (1997) che narra degli inizi della causa abolizionista negli Stati Uniti.
- Amazing Grace di Michael Apted (2006), che tratta della figura storica di William Wilberforce e della sua campagna per l'abolizione della schiavitù.
- Django Unchained di Quentin Tarantino (2012), che racconta la storia di uno schiavo nero ambientata nel west.
- Lincoln di Steven Spielberg (2012) che racconta gli ultimi mesi di vita di Abraham Lincoln e dell'approvazione del 13° emendamento.
- 12 anni schiavo di Steve McQueen (2013), tratto dall'omonima autobiografia di Solomon Northup, un violinista reso schiavo, prima della guerra di secessione.